# ولیکی ترن
ولیکی ترن (اسلوونیایی: Veliki Trn) یک زیستگاه انسانی در اسلوونی است که در Lower Carniola واقع شده‌است.

## خصوصیات
ولیکی ترن ۰٫۷۲ کیلومترمربع مساحت و ۵۰ نفر جمعیت دارد و ۴۱۱٫۶ متر بالاتر از سطح دریا واقع شده‌است.